# Gran Premio Nasielsk-Serock
El Gran Premio Nasielsk-Serock es una carrera ciclista por etapas polaca disputada entre Legionowo y Serock. 
Creada en 2022 forma parte del UCI Europe Tour en la categoría 1.2.

## Palmarés
| Año  | Ganador             | Segundo      | Tercero      |
| ---- | ------------------- | ------------ | ------------ |
| 2022 | Marceli Bogusławski | Patryk Stosz | Tobias Nolde |

## Palmarés por países
| País    | Victorias |
| ------- | --------- |
| Polonia | 1         |